# Olmes García
Olmes García (Barranquilla, 21 de outubro de 1992) é um futebolista colombiano que atua como atacante pelo Real Salt Lake.

## Carreira
Nascido em Choco, começou sua carreira jogando no Deportes Quindio. No clube jogou 14 jogos e marcou 2 gols. 
Fechou com o Real Salt Lake, time da Major League Soccer em 21 de fevereiro de 2013. Ele marcou seu primeiro gol pelo time de Salt Lake City contra o Vancouver Whitecaps em 13 de abril de 2013.